# Antifonte de Atenas
Antifonte o Antifón (en griego antiguo: Ἀντιφῶν, Antifón; Atenas o Ramnunte, ca. 480-411 a. C.) fue un orador, filósofo y matemático griego.

## Vida y obra

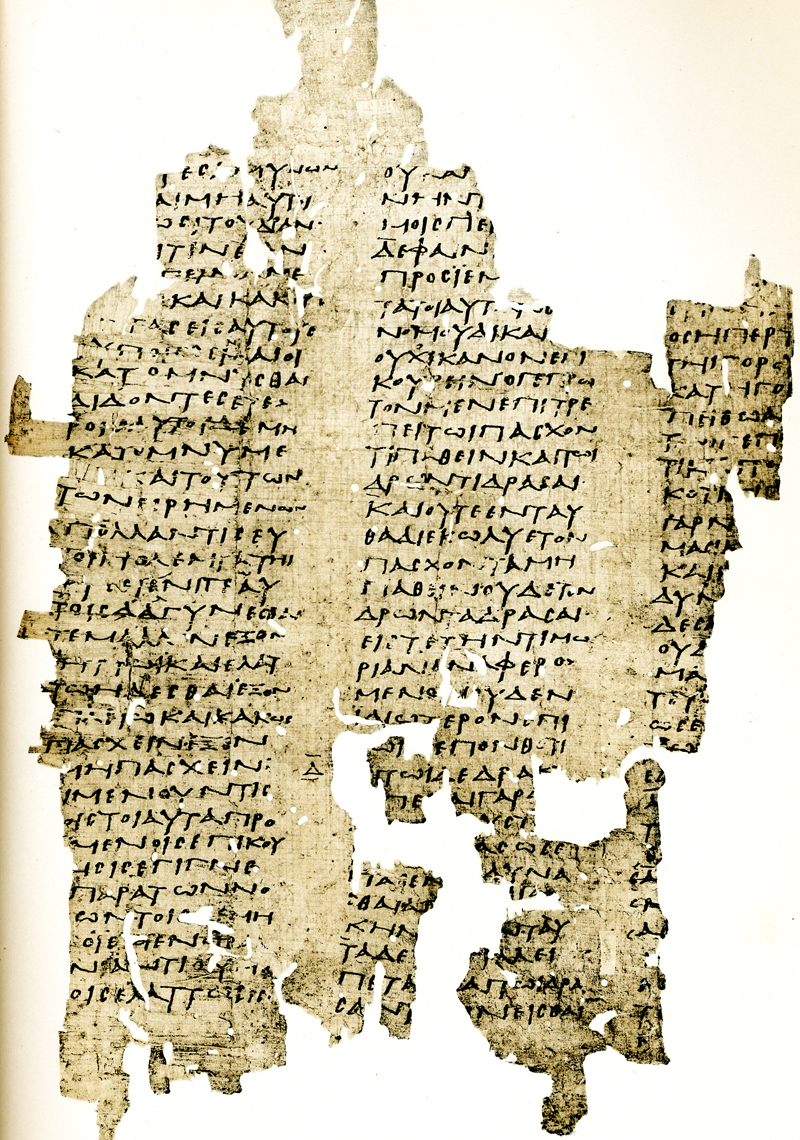
Un papiro del atribuido al primer libro de Sobre la Verdad.

Nació en el seno de una familia aristocrática. Fue un gran retórico y escritor de discursos políticos y jurídicos. Antifonte fue contemporáneo de Sócrates, con quien debió tener largas discusiones.

### Orador y logógrafo
Ganó gran reputación escribiendo discursos por encargo para que los pronunciaran otros (en Atenas se exigía que los litigantes se defendieran en persona), oficio que recibió el nombre de logógrafo, término que significa «compositor en prosa» y que también designaba a los historiadores. 
Se conservan de él los discursos Contra su madrastra, por envenenamiento, Sobre el asesinato de Herodes y Sobre el coreuta, además de unos modelos retóricos, las tres Tetralogías. Como orador destaca por la sutileza de sus argumentaciones, que descansan en el empleo de evidencias, testimonios y pruebas, a la vez que en los llamados «argumentos de verosimilitud». Su lengua literaria, el ático antiguo, integra abundantes poetismos y jonismos. Tampoco carece de fuerza narrativa.
Es el orador ático cuyos discursos son los más antiguos en su género que conservamos. Amiano Marcelino en sus Res gestae lo incluye entre los grandes oradores del ágora y los tribunales, y afirma que, según la tradición, «fue el primero que recibió una recompensa por defender una causa».

### Filósofo y sofista
Pertenecía a la escuela sofística, manteniendo que todo es uno para el logos, de tal suerte que nada existe de manera individual para los sentidos ni para el conocimiento humano. El mundo de la verdad lo identificaba con la naturaleza y el mundo de la apariencia (el humano) con lo falso. Así, naturaleza-verdad-bondad se convierten en la aspiración del hombre. 
Igualmente, en esa aspiración por la naturaleza, la ley humana puede ser transgredida pues no representa verdad. Defensor de la physis frente al nomos entre los sofistas, consideró a la ley como una convención humana artificial, muchas veces contraria a la propia naturaleza, y por ello perjudicial. Las leyes son mudables, como la voluntad humana, por eso la justicia está sometida a vaivenes. Así la transgresión de la ley humana en secreto no comporta pena.
Para algunos se trata de una crítica del formalismo de la ley humana, siempre artificiosa y contraria al buen sentido de la naturaleza. Construir la propia humanidad representará para Antifonte el alcanzar la libertad y la igualdad humanas, superando los apetitos individuales. En su obra Sobre la Verdad dice:

Respetamos y veneramos a los que son de padres nobles, y no respetamos ni veneramos a los que no son de noble casa. En esto nos tratamos unos a otros como bárbaros, puesto que por naturaleza somos todos de igual manera en todo, bárbaros y griegos.

En este razonamiento se ha visto el humanismo naturalista de Antifonte.

### En catalán
- Antifont de Ramnunt (2003/2004). Discursos. Fundació Bernat Metge. Barcelona.

1. Discursos I. Tetralogies. 2003. ISBN 847225822X.
2. Discursos II. Contra la seva madrastra, per emmetzinament. Sobre l'assassinat d'Herodes. Sobre el coreuta. 2004. ISBN 8472258408.

- – (2005). Antifont. Testimonis i Fragments. Intr., text grec revisat, trad. i notes d'Àlvar F. Ortolà i Guixot. Tela. Fundació Bernat Metge. Barcelona. ISBN 8472258629.